# 點軸球接子屬
點軸球接子屬（學名：Acmarhachis）是球接子目底下的一屬，由美国古生物学家查尔斯·埃尔默·瑞瑟于1938年描述。此屬是球接子科下第三個被描述的。学名由拉丁文的＂點＂和＂軸＂組成。生活在寒武紀的晚期。許多地方都有發現點軸球接子屬的物種，例如：加拿大、美國、法國、哈薩克、中國、韓國和南極。此屬的物種常可作地质年代的指标化石（特別是Acmarhachis quasivespa），大約是中寒武紀至晚寒武紀。

## 物種
- 尖銳點軸球接子 
Acmarhachis acuta Kobayashi, 1938
- 蜜蜂點軸球接子  
Acmarhachis apicula Öpik, 1967
- 安慶點軸球接子 
Acmarhachis anhuiensis Qiu, 1983
- 哈薩克斯坦點軸球接子  
Acmarhachis karatauensis Ergaliev, 1980
- 金氏點軸球接子
Acmarhachis kindlei Westrop & Eoff, 2012[11]

- 長刺點軸球接子
Acmarhachis longispinus Ergaliev, 1980
- 標點點軸球接子
Acmarhachis punctatus Ergaliev, 1980
- 典型點軸球接子
Acmarhachis typicalis Resser, 1938[1]
- Acmarhachis quasivespa Öpik, 1967[10][12]
- 惠氏頓軸球接子
Acmarhachis whittingtoni  Westrop & Eoff, 2012[11]

- 點軸頓球接子的一種 
Acmarhachis.sp Allison,1962[2]
- ?Acmarhachis hybrida